# Dualana
Dualana là một chi bướm đêm thuộc họ Geometridae.